# Myosotis baicalensis
Myosotis baicalensis är en strävbladig växtart som beskrevs av O.D. Nikiforova. Myosotis baicalensis ingår i släktet förgätmigejer, och familjen strävbladiga växter. Inga underarter finns listade i Catalogue of Life.